# Frank Silva
Frank A. Silva (ur. 31 października 1950 w Sacramento, zm. 13 września 1995 w Seattle) – amerykański dekorator wnętrz, scenograf i aktor. Najbardziej znany z roli demonicznego zabójcy Boba w serialu ABC Miasteczko Twin Peaks (Twin Peaks, 1990).

## Życiorys
Urodził się w Sacramento w Kalifornii. Ukończył projektowanie oświetlenia na Uniwersytecie Stanowym w San Francisco. Był malarzem na planie komedii Joysticks (1983) z udziałem Johna Diehla. Następnie pracował jako rekwizytor i dekorator scenografii przy filmach w reżyserii Davida Lyncha – Diuna (1984), Blue Velvet (1986) i Dzikość serca (1990), a także na planie dwóch odcinków francuskiego miniserialu France 2 Les Français vus par (1988) – „The Cowboy and the Frenchman” w reż. Davida Lyncha z Harrym Deanem Stantonem i „Le dernier mot” w reż. Wernera Herzoga, komedii Percy’ego Adlona Rozalka idzie na zakupy (Rosalie Goes Shopping, 1989) z Bradem Davisem, przygodowym dramacie familijnym Walt Disney Television Chips, the War Dog (1990) z Brandonem Douglasem i dramacie kryminalnym Jeden fałszywy ruch (One False Move, 1992) z Billem Paxtonem.
W czasie realizacji pilotowego odcinka serialu ABC Miasteczko Twin Peaks (Twin Peaks, 1990) David Lynch nagrał lustrzane odbicie jednego z członków ekipy – oświetleniowca, którym okazał się właśnie Silva. Nagłe pojawienie się w kadrze tej długowłosej postaci przyprawiło reżysera o prawdziwe ciarki i postanowił obsadzić Silvę w roli demonicznego Boba. Frank Silva, poza Twin Peaks, Twin Peaks: Ogniu krocz ze mną (Twin Peaks: Fire Walk with Me, 1992) i Twin Peaks (2017; na podstawie materiałów archiwalnych), nie zagrał więcej ról. Wystąpił w teledysku heavymetalowego zespołu Anthrax do utworu „Only” (1993).

## Śmierć
Zmarł 13 września 1995 w Seattle w wieku 44 lat w wyniku powikłań AIDS. Drugi odcinek serialu Twin Peaks z 2017 był dedykowany Silvie.